# Филип III (Валдек)
Вижте пояснителната страница за други личности с името Филип III.
Филип III фон Валдек (на немски: Philipp III von Waldeck, * 9 декември 1486 във Валдек в замък Валдек, † 20 юни 1539 в Аролзен) е от 1524 до 1539 г. граф на Валдек-Айзенберг.
Той е син на граф Филип II (1453 – 1524) от Валдек-Айзенберг и неговата първа съпруга Катарина фон Золмс-Лих († 1492), дъщеря на Куно фон Золмс-Лих и Валпургис фон Даун. Той последва баща си през 1524 г. като граф на Валдек-Айзенберг.
Около 1520 г. той строи крило за живеене в дворец Голдхаузен в Корбах. През 1526 – 1530 г. Филип купува манастир Аролдезен в Аролзен и го приспособява за дворец-резиденция.

## Фамилия
Филип III се жени за пръв път през 1503 г. за графиня Аделхайд фон Хоя (* ок. 1470; † 11 април 1515), дъщеря на граф Ото VI фон Хоя и Анна фон Липе. През 1519 г. той се жени втори път за Анна фон Клеве (1495 – 1567), единствената дъщеря на херцог Йохан II фон Клеве и на Матилда фон Хесен.
От първия си брак Филип има децата:
- Ото (1504 – 1541)
- Елизабет (1506 – 1562), омъжва се 1525 г. за Жан дьо Мелун, бургграф на Ганд
- Волрад II (1509 – 1575), основател на т. нар. „Средна Айзенбергска линия“
- Ерика (1511 – 1560), омъжва се I. 1526 г. за граф Еберхард IV фон Марк-Аренберг († 1531), II. на 3 февруари 1532 г. за граф Дитрих V фон Мандершайд-Вирнебург († 1560)

От втория си брак той има децата:
- Филип V (1519/20 – 1584), клерик
- Йохан I (1521/22 – 1567), основател на „Новата Ландауска линия“, която измира 1597 г.
- Катарина (1523/24 – 1583), омъжва се 1550 г. за граф Бернхард VIII цур Липе († 1563)
- Франц (1526 – 1574), жени се 1563 г. за Мария Гогреве († 1580)